# سیاه‌مرغ کلاه‌بلوطی
سیاه‌مرغ کلاه‌بلوطی (نام علمی: Chrysomus ruficapillus) گونه‌ای از پرندگان تیرهٔ سیاهپرگان (Icteridae) است که در آرژانتین، بولیوی، برزیل، گویان فرانسه، پاراگوئه و اروگوئه یافت می‌شود که زیستگاه‌های طبیعی آن مرداب‌ها، مزارع برنج و مراتع است. اتحادیه بین‌المللی حفاظت از طبیعت وضعیت حفاظت از آن را به عنوان " کمترین نگرانی " ارزیابی می‌کند.